# Contrada della Spiga
La Contrada della Spiga è stata una contrada di Milano appartenente al sestiere di Porta Nuova.

## Confini

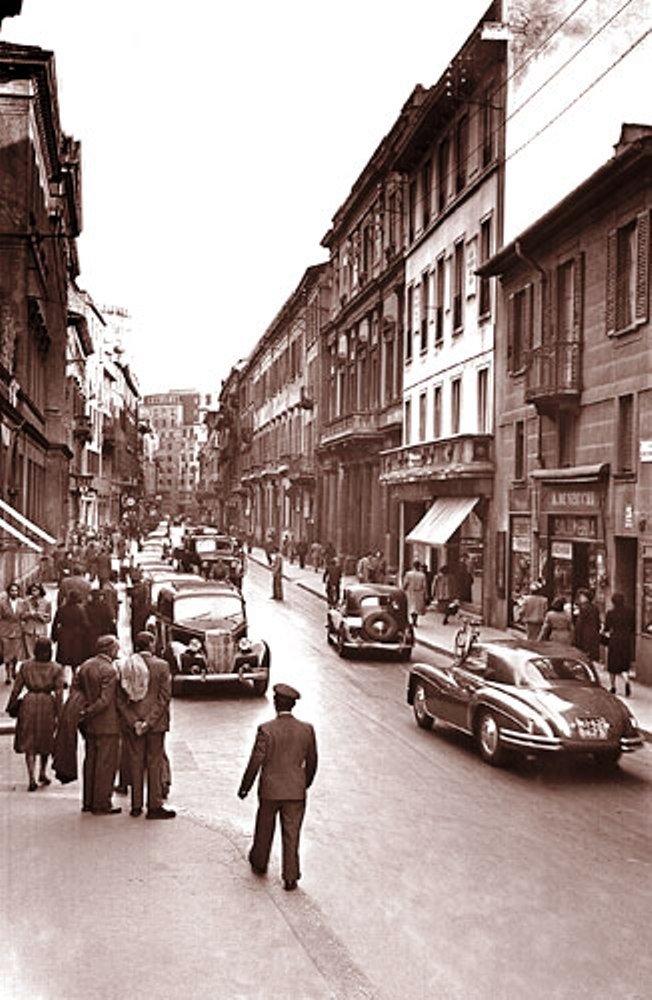
Via Monte Napoleone negli anni cinquanta del XX secolo

I confini della contrada seguivano la Cerchia dei Navigli verso Porta Orientale, dove erano limitrofi alla contrada della Mazza e alla contrada degli Andegari, per poi toccare il sestiere di Porta Orientale.

## Luoghi di culto
Nella contrada erano presenti la chiesa di Sant'Andrea alla Pusterla Nuova, che si trovava all'incrocio tra via Monte Napoleone e via Sant'Andrea, la chiesa di Sant'Ambrogio di Carugate e la chiesa di San Giacomo alla Fossa.

## Storia
Il nome della contrada derivava dagli Spighi, nobile famiglia milanese. La presenza di quartieri con un nome richiamante il concetto di "borgo" testimonia la cospicua densità di abitanti presente nella contrada a fronte di una superficie non elevata. Questi rioni, in particolare, furono Borgo Spesso, Borgo Santo Spirito, Borgo del Gesù e Borgo Sant'Andrea, di cui il primo è l'unico giunto sino a noi: degli altri rimane traccia nelle moderne vie Santo Spirito, del Gesù e di Sant'Andrea. 
Degna di nota fu via di Cornovate, arteria stradale (definita sulle mappe "stretta di Cornovate") scomparsa che collegava via Sant'Andrea e via del Gesù passando parallela a via della Spiga. 
Altro toponimo scomparso fu via San Fortunato (nome di un tratto di via Santo Spirito: poi questa denominazione è stata estesa anche all'antica via San Fortunato), mentre via San'Andrea un tempo aveva un'estensione maggiore, visto che comprendeva anche il tratto di via Monte Napoleone compreso tra via Sant'Andrea e via del Gesù.